# Зоряні війни: Скайвокер. Сходження
«Зоряні війни: Скайвокер. Сходження» (англ. Star Wars: The Rise of Skywalker) — американський фільм в жанрі космічної опери, режисера Дж. Дж. Абрамса. Створений за співробітництва компаній «Disney» і «Lucasfilm». Це дев'ятий епізод саги «Зоряні війни», що завершує сиквел-трилогію та усю «Сагу Скайвокерів». Також, це найдовший епізод кіносаги, тривалість якого складає 155 хвилин. Фільмування почалося у Лондоні у 2018 році. Стрічка вийшла в кінопрокат 18 грудня 2019 року. В Україні — 19 грудня 2019 року

## Сюжет
Кайло Рен захоплює голокрон ситхів і згідно інформації в ньому вирушає на планету Екзогол. Там Кайло зустрічає Імператора Шива Палпатіна, котрий вважався давно загиблим. Палпатін розповідає, що створив Сноука і Верховний Порядок для відродження Галактичної Імперії. Імператор показує таємно збудовану армаду «зоряних руйнівників» і обіцяє віддати командування нею Кайло, якщо той розшукає Рей.
Тим часом Фінн, По і Чубакка дізнаються від шпигуна, що Палпатін живий. Полетівши на його пошуки на «Тисячолітньому соколі», герої потрапляють у засідку і відступають на базу Опору. Рей продовжує вправлятися у використанні Сили під наставництвом Леї. Вона отримає послане Кайло видіння, після чого знаходить нотатки, залишені Люком Скайвокером, які вказують на пустельну планету Пассана. Рей, По, Фінн, Чубакка, BB-8 і C-3PO відлітають туди, в той час як R2-D2 залишається з Леєю. Кайло ж викриває і страчує шпигуна та готується до прибуття сил Опору.
На Пассанні Рей отримує від аборигенів намисто. З нею зв'язується на відстані Кайло і відбирає прикрасу, за якою визначає де Рей перебуває. Дівчину та її товаришів намагаються схопити штурмовики, проте на допомогу приходить Лендо Калріссіан. Він пояснює, що разом з Люком раніше дізнався про другий голокрон, який сховано на Пассані. Втікши від штурмовиків, Рей та інші виявляють підземелля, де лежать реліквії ситхів. На них містяться написи, проте програма C-3PO забороняє їх перекласти. Вийшовши на поверхню, Рей відчуває, що Кайло поруч, і вирушає йому назустріч. Їй вдається збити винищувач Кайло, але той вибирається з уламків неушкоджений. На Пассану прилітають лицарі Рен, захоплюють «Тисячолітній сокіл», Чубакку та кинджал ситхів. Рей, намагаючись врятувати Чубакку, затримує телекінезом корабель Верховного Порядку, котрий Кайло навпаки підштовхує. В ході протистояння Рей вистрілює з руки блискавку Сили — вміння, притаманне ситхам. Переконана, що випадково вбила Чубакку, Рей повертається до товаришів і вони відлітають на знайденому кораблі ситхів.
По пропонує вирушити на Кіджімі, де є фахівець, здатний обійти програму C-3PO. Це загрожує стерти спогади C-3PO, та заради друзів він погоджується. Розшифрований текст свідчить, що далі шлях лежить на Ендор. У цей час до Кіджімі прилітає «зоряний руйнівник», на борту якого перебуває полонений Чубакка. Рей відчуває його та організовує рятувальну місію. Поки Кайло шукає Рей, група проникає на борт при допомозі подруги По, Зоррі Блісс. Рей користується навіюванням аби обдурити охорону. Чубакку звільняють, але Кайло відчуває Рей. Через їхній зв'язок обоє кілька разів переносяться з Кіджімі на борт корабля, в сховище реліквій ситхів. Кайло повідомляє Рей, що вона — онука Палпатіна, котру Імператор намагався вбити, боячись її сили, проте батьки сховали її. Зрештою Рей лишається на кораблі, а Кайло опиняється на планеті. Генерал Гакс схоплює бійців Опору та наказує стратити їх. Однак, він виявляється дружнім шпигуном, який насправді й повідомив про повернення Палпатіна, та ціною свого життя дає втекти. Кайло повертається на «зоряний руйнівник», тоді По, повернувши «Тисячолітній сокіл», забирає Рей.
Герої вирушають на Ендор, де в морі лежать уламки «Зірки Смерті». Кинджал ситхів стає підказкою на якесь місце в цих уламках. Від місцевої жительки, Джанни, Рей отримує човен, на якому допливає до уламків «Зірки Смерті». Рей знаходить голокрон і, торкнувшись до нього, стикається зі своїм злим альтер-его. Їхній двобій перериває Кайло, котрий схоплює голокрон і знищує його. Лея подумки кличе Кайло, коли той атакує Рей. В нападі гніву Рей пронизує суперника і Лея, відчувши це, помирає. Тоді Рей, вдавшись до Сили, зцілює Кайло, після чого, розчарована в собі, відлітає на його винищувачі. Лишившись на самоті, Кайло бачить дух батька, Хана Соло, та розкаюється. Він викидає свій меч, яким убив Хана, та бере натомість меч Леї
Палпатін наказує застосувати зброю нових «зоряних руйнівників», яка підриває Кіджімі. Рей у цей час летить на планету, де переховувався Люк, спалює винищувач і викидає свій меч. Несподівано його ловить привид Сили Люка. Він підтримує її словами, що за Рей стоять незліченні покоління джедаїв. Дівчина погоджується вирушити на бій з Палпатіном. Привид Люка піднімає з моря його літак, на якому Рей вирушає на Екзогол, скориставшись голокроном Кайло. По прибуттю Рей передає свої координати Опору, що збирає флот і летить на підмогу.
У відповідь Палпатін споряджає величезну армаду «зоряних руйнівників». Рей знаходить тронний зал Палпатіна, оточеного його учнями. Імператор підмовляє Рей аби вона вбила його і тим самими зробила останній крок щоби самій стати найсильнішою з ситхів. Він показує, що допомоги чекати немає від кого і стати ситхом — це доля. Кайло повертає собі ім'я Бен Соло та прибуває, аби допомогти Рей. Удвох Рей і Бен долають охорону Імператора. Тоді Палпатін розкриває свій справжній задум — він поглинає життя з Рей і Бена, повертаючи собі молодість. Блискавками Сили він атакує флот Опору та ранить Бена. Ослаблена Рей чує голоси джедаїв, що жили до неї, в тому числі Енакіна Скайвокера, Обі-Вана Кенобі та Йоди. Вони закликають Рей продовжити боротьбу, тоді Рей підводиться і, взявши меч Бена, відбиває блискавки Палпатіна в нього самого. Імператор розпадається, а храм ситхів навколо руйнується. Виснажена Рей помирає, та Бен воскрешає її, віддавши власну життєву силу. Флот Опору разом з прибулим підкріпленням знищує флот Палпатіна.
Галактика святкує перемогу, а Рей вирушає на Татуїн, де виріс Люк. Там вона складає зі світлових мечів Люка та Леї власний меч, а залишені деталі ховає в піску. Місцева жителька запитує її ім'я. Рей бачить привиди Сили Люка та Леї, після чого відповідає — Рей Скайвокер.

## Актори
| Актор            | Роль                           |
| ---------------- | ------------------------------ |
| Керрі Фішер      | генерал Лея Орґана             |
| Марк Гемілл      | Люк Скайвокер (як привид Сили) |
| Адам Драйвер     | Бен Соло / Кайло Рен           |
| Дейзі Рідлі      | Рей Скайвокер                  |
| Джон Боєга       | генерал Фінн                   |
| Оскар Айзек      | генерал По Демерон             |
| Ентоні Деніелс   | C-3PO                          |
| Наомі Акі        | Джанна                         |
| Доналл Глісон    | генерал Армітаж Гакс           |
| Річард Грант     | генерал Енрік Прайд            |
| Люпіта Ніонго    | Маз Каната                     |
| Кері Расселл     | Зоррі Блізз                    |
| Йонас Суотамо    | Чубакка                        |
| Келлі Марі Тран  | Роуз Тіко                      |
| Єн Макдермід     | Шив Палпатін / Дарт Сідіус     |
| Біллі Ді Вільямс | Лендо Калріссіан               |
| Гаррісон Форд    | Хан Соло                       |
| Біллі Лурд       | лейтенант Коннікс              |

| Актор                 | Роль                     |
| --------------------- | ------------------------ |
| Домінік Монаган       | Бомонт Кін               |
| Гайден Крістенсен     | Енакін Скайвокер (голос) |
| Джеймс Ерл Джонс      | Дарт Вейдер (голос)      |
| Енді Серкіс           | Сноук (голос)            |
| Юен Макгрегор         | Обі-Ван Кенобі (голос)   |
| Френк Оз              | Йода (голос)             |
| Семюел Л. Джексон     | Мейс Вінду (голос)       |
| Ліам Нісон            | Квай-Гон Джинн (голос)   |
| Ешлі Екштейн          | Асока Тано (голос)       |
| Деніс Лоусон          | Ведж Антіллес            |
| Нік Келлінгтон        | Клауд                    |
| Браян Геррнінг        | BB-8                     |
| Джиммі Ві             | R2-D2 (голос)            |
| Грег Гранберг         | Теммін Векслі            |
| Ворвік Девіс          | Віккет Воррік            |
| Фредді Принц-молодший | Кенан Джаррус (голос)    |
| Ед Ширан              | штурмовик (камео)        |
| Карл Урбан            | штурмовик (камео)        |

## Український дубляж
Фільм перекладено та озвучено студією «Le Doyen» на замовлення «Disney Character Voices International, Inc.» у 2019 році.
Переклад: Федір Сидорук. Режисер дубляжу: Анна Пащенко. Творчі консультанти: Мацей Ейман, Юстина Мусяльська.
Ролі дублювали:
- Рей —  Антоніна Хижняк;

- Кайло Рен — Дмитро Гаврилов;
- Фінн — Роман Молодій;
- По Демерон — Роман Чорний;
- Лея Орґана — Лідія Муращенко;
- Люк Скайвокер — Михайло Кришталь;
- Хан Соло — Микола Боклан;
- Лендо Калріссіан — Олександр Ігнатуша;
- Шив Палпатін/Дарт Сідіус — Владислав Пупков;
- C-3PO — Юрій Кудрявець;
- Маз Каната — Олена Узлюк;
- Джанна — Тамара Антропова;
- Генерал Прайд — Ігор Волков;
- Генерал Хакс — Іван Розін;

А також Кирило Нікітенко, Юрій Гребельник, В'ячеслав Дудко, Валерій Легін, Валентина Сова, Марія Бруні, Анна Чиж, Сергій Чуркін, Олександр Шевчук, Ярослав Чорненький, В’ячеслав Хостікоєв, Юлія Перенчук, Дмитро Рассказов, Сергій Солопай, Аліна Проценко, Максим Запісочний, та інші.

## Створення

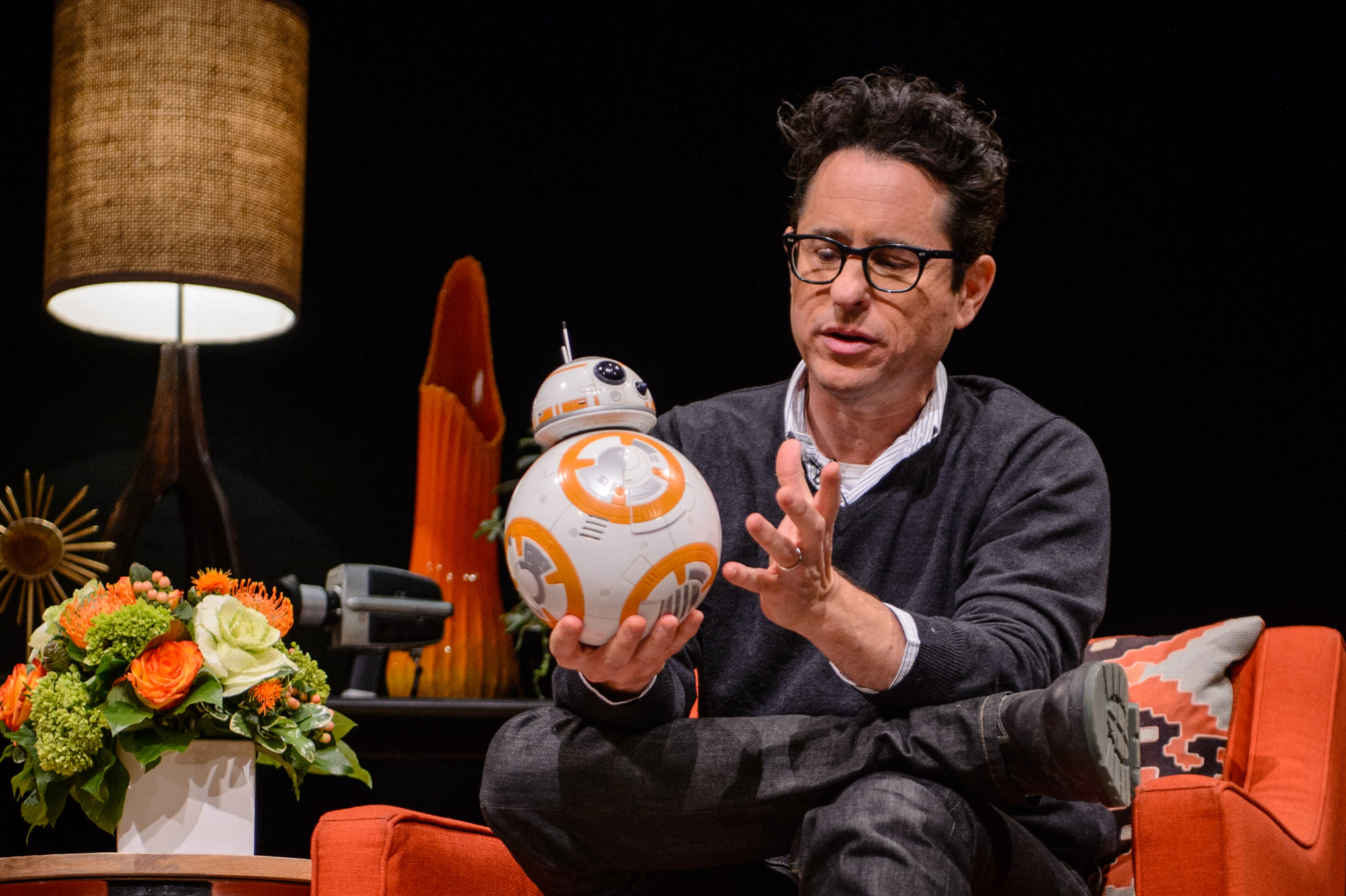
Джей Джей Абрамс, режисер і сценарист «Скайвокер. Сходження» з фігуркою BB-8

### Режисура
Ще після виходу VII епізоду «Пробудження Сили» в 2015 з'явилися чутки, що режисером наступних епізодів також буде Джей Джей Абрамс. Однак, у серпні 2015 режисером було оголошено Коліна Треворроу, відомого за роботою над «Світом юрського періоду». Бред Берд порекомендував його на посаду режисера з огляду на його фільм «Безпека не гарантується». У вересні Треворроу взявся за вивчення матеріалу «Зоряних війн» для створення кінокартини. Він висловився, що це не робота чи завдання, а обов'язок старшого покоління — розповісти молодшому історію, аби воно могло створити щось нове.
Утім, в січні 2016 група шанувальників «Зоряних війн» створила петицію, в якій звернулася до Джорджа Лукаса з проханням замінити режисера. В петиції писалося, що Треворроу хороший режисер, але завершення кіносаги належить режисувати самому Джорджеві Лукасу. Треворроу натомість повідомив, що не планує покидати роботу над фільмом і сподівається гідно завершити сагу.
У вересні 2017 керівництво компанії «Lucasfilm» повідомило, що все ж замінить режисера. Припускалося, що ним стане Девід Фічер, але той відмовився і наступним кандидатом став Джей Джей Абрамс. Частина шанувальників «Зоряних війн» виступили проти, стверджуючи, що Абрамсу бракує творчого мислення і новий фільм стане наслідуванням «Повернення джедая», як «Пробудження Сили» стало наслідуванням «Нової надії». Також посаду Абрамса не схвалювало керівництво компанії «Paramount Pictures», оскільки режисер за контрактом мав знімати ще один фільм для неї.

### Сценарій
Перший, найзагальніший варіант сценарію, запропонував сам Джордж Лукас. Згідно з Коліном Треворроу, робота над сценарієм була завершена ним у квітні 2017 року. Початково для Керрі Фішер, яка грала Лею, планувалася більша роль. Але через її смерть у фільмі використовувалися невикористані матеріали для раніших фільмів. У січні 2017 сценарій було відкореговано так, аби приділяти Леї менше уваги. Планувалося, що Раян Джонсон, режисер VIII епізоду, допоможе Адамсу пов'язати VIII епізод з IX.
Незадовго до усунення Треворроу, той запрошував Джека Торна, відомого як співатора вистави «Гаррі Поттер і прокляте дитя», дописати сценарій. Прийшовши на місце Треворроу, Джей Джей Абрамс за співучастю Кріса Терріо внесли власні зміни. Зокрема, саме вони прописали, що Рей є онукою Палпатіна, тоді як Троворроу лишив цю таємницю нерозкритою. У лютому 2018 року Абрамс повідомив, що його сценарій готовий, але ще не є остаточним і може змінюватись, залежно від обставин.
У листопаді 2019 року, майже за місяць до виходу на екрани, роздрукований сценарій фільму з'явився на eBay. Пізніше «Disney» пояснили, що один з акторів (імовірно, Джон Боєга) забув його під ліжком, переїжджаючи до інших апартаментів, а власник будинку (або прибиральник) знайшов сценарій та виставив його для продажу за 65 фунтів (близько 2000 в перерахунку на гривні). Також, за три місяці до виходу на екрани, загальний сценарій фільму було описано на Reddit.

### Підбір акторів
Підбір акторів розпочався в лютому 2017 в Лондоні та Лос-Анджелесі.
Марк Гемілл у серпні 2016 року припустив, що його персонаж Люк Скайвокер повернеться в епізоді IX, хоча раніше не сподівався, що коли-небудь повернеться у «Зоряні війни». Він був спантеличений покупкою «LucasArts» компанією «Disney», але до початку роботи над трилогією з інтересом спостерігав за розвитком франшизи. Втім, його позиція після виходу епізодів VII та VIII різко контрастувала, Гемілл висловлював незгоду з тим, яким його персонажа зробили в цих фільмах. Щодо своєї ролі в «Останніх джедаях» від коментував: «Агов, як я перейшов від найбільш оптимістичного, позитивного персонажа до цього вередливого, суїцидального чоловіка, який хоче, аби лише люди пішли з його острова?» Також актор звинувачував «Disney» в обмані, який полягав у тому, що він не мав повертатись після смерті Люка. Він погодився на подальші зйомки лише під керівництвом Треворроу та в традиційнішій ролі.
Через смерть Керрі Фішер сценарій було змінено, планувалося створити сцени з участю її персонажа Леї, вдавшись до комп'ютерної графіки. Згодом її родина дала згоду на використання образу Керрі Фішер. Сама Керрі до смерті припускала, що Леї буде приділено більше уваги в епізоді IX, ніж в попередніх, оскільки на Гаррісоні Форді був зроблений акцент у VII епізоді, а на Маркові Геміллі в VIII